# Alvin i vjeverice 3
Alvin i vjeverice 3 (eng. Alvin and the Chipmunks: Chipwrecked) obiteljski je film iz 2011. o životu i povratku benda Alvin and the Chipmunks (u animiranom filmu istog naziva). Režirao ga je Mike Mitchell a producirala Bagdasarian Productions, Regency Enterprises, i 20th Century Fox.

## Radnja
Za vrijeme odmora na luksuznom brodu, Alvin, Simon, Theodore i vjeverice po svom starom običaju izvode budalaštine i pretvaraju brod u svoje igralište, sve dok se on ne nasuče na pusti otok.

## Glavne uloge
- Jason Lee - David Seville
- David Cross - Ian Hawke
- Jenny Slate - Zoe
- Justin Long - Alvin Seville
- Matthew Gray Gubler - Simon Seville
- Jesse McCartney - Theodore Seville
- Christina Applegate - Brittany
- Anna Faris - Jeanette
- Amy Poehler - Eleanor
- Andy Buckley - Captain Correlli
- Tucker Albrizzi - Kite Kid
- Phyllis Smith - Flight Attendant

## Hrvatska sinkronizacija
| Ime              | Engleska inačica    | Hrvatska inačica |
| ---------------- | ------------------- | ---------------- |
| Alvin Seville    | Justin Long         | Marko Makovičić  |
| Dave Seville     | Jason Lee           | Marko Makovičić  |
| Brittany         | Christina Applegate | Mia Krajcar      |
| Ian Hawke        | David Cross         | Dražen Bratulić  |
| Theodore Seville | Jesse McCartney     | Sandra Hrenar    |
| Jeanette         | Anna Faris          | Anabela Barić    |
| Eleanor          | Amy Poehler         | Zrinka Antičević |
| Mia              | Jenny Slate         | Hana Hegedušić   |
| Simon Seville    | Matthew Gray Gubler | Marko Movre      |
| Kapetan Correlli | Andy Buckley        | Luka Peroš       |
| Stjuardesa       | Phyllis Smith       | Jasna Bilušić    |

### Ostali glasovi
- Zrinka Antičević
- Luka Peroš
- Žana Bumber
- Korana Serdarević

### Sinkronizacija
- Sinkronizacija: Livada Produkcija
- Redateljica dijaloga: Ivana Vlkov Wagner
- Prijevod dijaloga: Ivona Filipović Grčić

## Unutarnje poveznice
- Bagdasarian Productions
- Regency Enterprises
- 20th Century Fox

## Vanjske poveznice
- Alvin i vjeverice 3 u internetskoj bazi filmova IMDb-a (engl.)
- Alvin i vjeverice 3 na Rotten Tomatoes (engl.)